# Kostelec u Heřmanova Městce
Kostelec u Heřmanova Městce é uma comuna checa localizada na região de Pardubice, distrito de Chrudim.